# Shayla LaVeaux
Shayla LaVeaux, née le 27 décembre 1969 à Golden, est une actrice de films pornographiques américaine.

## Biographie
Shayla LaVeaux a été élevée par sa mère célibataire. Shayla était une enfant rebelle (prise de cocaïne et striptease dès l'âge de 15 ans) qui a fait de la vie de sa mère un enfer. 
LaVeaux s'est intéressée au striptease par un concours de circonstances pour le moins original, puisqu'un jour elle faisait de l'autostop pour aller à un concert au Red Rocks Amphitheatre et le conducteur s'est trouvé être stripteaseur.
À 18 ans elle travaille dans un club "Shotgun Willie's", où elle rencontra Lucky Smith et Alexis DeVell, qui l'introduiront dans le milieu du X.
En 1990, Shayla LaVeaux se marie avec James Wieser avec qui elle fera ses shows.
Elle apparait au cours de sa carrière dans plus de 300 films et plusieurs Gang bang, comme dans le populaire "Starbangers 11" en 1998.
On lui diagnostiquera tardivement des troubles de l'attention.
Shayla LaVeaux est membre de l'AVN Hall of Fame (depuis 2002) et du XRCO Hall of Fame (depuis 2008).

## Filmographie sélective
- 2014 : Mother-Daughter Exchange Club 33
- 2012 Cuntry Girls
- 2011 MILF Cruiser 19
- 2010 Best of Nina Hartley 1
- 2010 Cougars Cruisin Coeds
- 2009 Lesbian Mentors 1
- 2008 When MILFs Attack
- 2007 Saturday Night Beaver
- 2006 No Boys, No Toys 1
- 2006 All Girl Euphoria
- 2005 Revenge of the Dildos
- 2004 Sex Therapist
- 2003 Eternal Virgins
- 2002 Ass Fuck 9: Tongue in Cheek
- 2002 When The Boyz Are Away The Girlz Will Play 8
- 2001 Think Pink
- 2000 Best Of Perfect Pink 1
- 1999 No Man's Land 25
- 1998 I Love Lesbians 5
- 1997 Strap-On Sally 9 & 10
- 1996 First Time Ever 2
- 1995 Chasey Revealed
- 1994 Anal Ecstasy Girls 2
- 1993 Lesbian Dating Game
- 1992 Sorority Sex Kittens 1 & 2

### Récompenses
- 1993 : XRCO Starlet of the Year
- 1994 : AVN Award Meilleure nouvelle starlette (Best New Starlet)[3]
- 1994 : Adam Film World, Best New Starlet
- 1997 : AVN Award, Most Outrageous Sex Scene for: Shock (1995/I) (T.T. Boy & Vince Voyeur)
- 2002 : AVN Hall of Fame
- 2008 : XRCO Hall of Fame